# ワイヴァーンズクリケットクラブ
ワイヴァーンズクリケットクラブ（英名：Wyverns Cricket Club、略称：ワイヴァ）は日本のクリケットクラブであり、西関東クリケット協会および関東学生クリケット連盟に加盟し、日本クリケット協会の主催する大会に出場している。2018年からは、元プロ野球選手の木村昇吾が所属している。

## 概要

### 設立の経緯
日本で初めてクリケットの試合が行われてから100年以上が経過した1970年代後半に、日本で本格的にクリケットの存在が紹介されるようになると、日本人のクラブとして1987年に慶應義塾大学、1989年に中央大学と専修大学にそれぞれ大学チームが誕生し、それらの活動に参加していた早稲田大学の学生により、1990年に早稲田大学クリケットクラブが設立された。

### 名称の由来
ワイヴァーンズというチーム名は1992年から使用しており、この名称は早稲田の頭文字「W」から始まる、クリケットの母国イギリスの空想上の龍の紋章の図像、Wyvern（飛龍）を由来とし、いつまでも沈むことなく羽ばたく龍のような存在のクラブであって欲しいという創設者達の願いが込められている。また、異なる大学出身者や外国人など、老若男女問わず楽しめるクラブチームでありたいという方針から、大学チームを起源としながらも、チーム名からは敢えて大学名を外している。

### クラブとしての特色
現在は男女の大学チームに加えて、男女の社会人チームが組織されており、それら全てのチームで統一して「ワイヴァーンズ」という名称を名乗っており、早稲田大学出身者のみならず、多様なバックボーンを持つ選手が多数在籍している。また、日本クリケット協会の主催する多くの大会に出場し、様々なレベルでのプレイ環境を提供するとともに、日本代表も多数輩出するなど、日本のクリケットシーンを牽引するクラブチームとなっている。
2017年には、全日本学生選手権優勝（女子の部）、準優勝（男子の部）、日本女子社会人リーグ優勝、ジャパンカップ全国大会準優勝、日本クリケットリーグ1部準優勝など日本協会主催の主要大会で好成績を残し、日本協会より「Team of the year」に選出された。

## 日本代表選手
日本代表選手が多数在籍しており、2017年には男子7名、女子7名がワイヴァーンズから選出されている。また、元プロ野球選手として初めて本格的にクリケット選手に転向した木村昇吾が2018年からクラブに加入しており、元プロ野球選手やアマチュアで野球を断念した選手たちのセカンドキャリアを切り開くべく、世界最高峰のプロリーグであるインディアン・プレミアリーグを目指し活動を行っている。

## 沿革
- 1990年　早稲田大学クリケットクラブ設立
- 1992年　ワイヴァーンズクリケットクラブに名称変更
- 2002年　群馬カップ優勝（初タイトル獲得）
- 2006年　第一回全日本学生クリケット選手権（男子の部・女子の部）優勝
- 2010年　スリランカ航空ジャパンカップ優勝
- 2014年　第八回全日本学生クリケット選手権（男子の部）優勝（全日本選手権5連覇達成）
- 2015年　西関東クリケット協会に加盟
- 2017年　日本クリケット協会より「Team of the year」に選出される

## 参加大会
- ジャパンカップ
- 日本クリケットリーグ
- 日本女子社会人リーグ
- 日本女子トーナメント
- 関東学生クリケット選手権
- 全日本学生クリケット選手権

## 主な活動場所
- 東京都新宿区
- 東京都昭島市
- 栃木県佐野市
- 静岡県富士市

## 近年の主な実績
- ジャパンカップ全国大会：準優勝（2017年）、3位（2016年）
- 日本クリケットリーグ1部：準優勝（2013年、2017年）
- 日本クリケットリーグ2部：優勝（2014年）
- 日本女子社会人リーグ：優勝（2017年）
- 全日本学生選手権（男子の部）：優勝（2011年～2015年、2018年、2019年）、準優勝（2016年、2017年）
- 全日本学生選手権（女子の部）：優勝（2012年、2014年、2015年、2017年、2024年）、準優勝（2011年、2016年、2018年、2023年）